# Khadim Hussain Rizvi

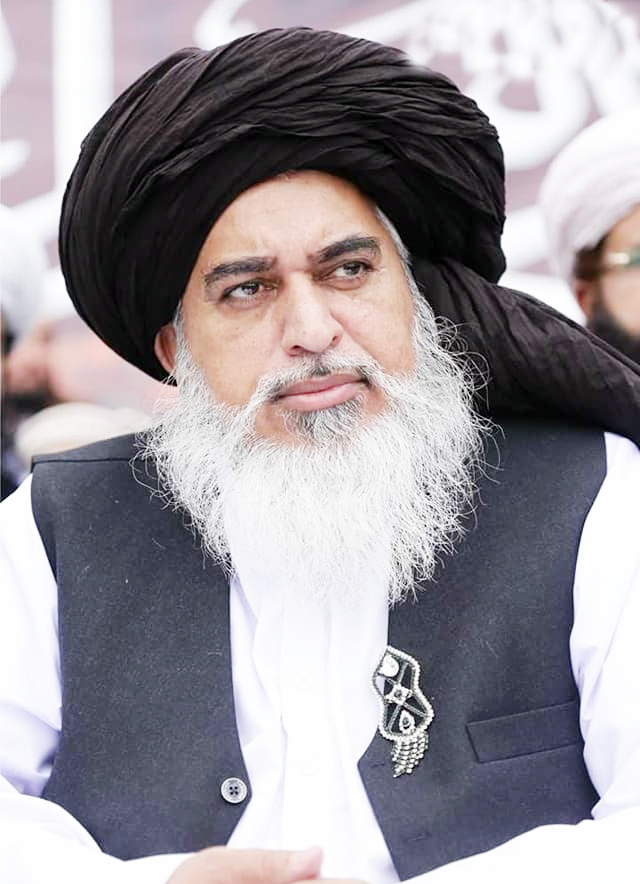
Khadim Hussain Rizvi

Khadim Hussain Rizvi (Urdu خادم حسين رضوى; geboren 22. Juni 1966 in Attock, Punjab; gest. 19. November 2020 in Lahore) war ein pakistanischer Barelvi-Prediger und Gründungsvorsitzender des Tehreek-e-Labbaik Pakistan, deren Programmatik ausschließlich darin besteht, Blasphemien zu bestrafen. Sein Sohn Saad Rizvi folgte ihm im Amt des Partei-Vorsitzenden.

## Leben
Khadim Hussain Rizvi hielt regelmäßig Freitagsansprachen in der Pir Makki Moschee in Lahore ab. Ab 2006 war er nach einem Autounfall auf einen Rollstuhl angewiesen.
2015 gründete er die Tehreek-e-Labbaik Pakistan. Die Gründung war eine Reaktion auf die Hinrichtung von Mumtaz Qadri. Dieser hatte Salman Taseer ermordet, der sich gegen die Blasphemiegesetze eingesetzt hatte. Rizvi wurde durch die Barelvi-Denkweise bekannt. Er rechtfertigte die Tötung von Taseer, da dieser die Blasphemiegesetze als „schwarze Gesetze“ bezeichnete. Rizvi wurde wegen seiner Hasspredigen von der Provinzregierung des Punjab verwarnt und schließlich aus dem Staatsdienst entlassen.
Rizvi konzentrierte sich anschließend auf die Verbreitung seiner Predigt und suchte im ganzen Land nach Unterstützern für die Blasphemiegesetze. Außerdem setzte er sich für die Freilassung von Mumtaz Qadri ein. In religiösen Kreisen brachte ihm seine Haltung zur Blasphemie den Spitznamen „Blasphemieaktivist“ ein.

## Kontroversen

### Faizabad Sit In
Am 6. November 2017 organisierte Rizvi einen „Langen Marsch“ von Lahore nach Islamabad, um gegen eine Änderung der Ordinance XX zu protestieren. Hierbei handelte es sich um erlassene Gesetze, die Anhänger der Ahmadiyya zu Nicht-Muslimen erklären. Die Bevölkerung zeigte sich über die verwendete Sprache der Religionsführer schockiert. Als Reaktion auf die Proteste wurden seitens der Regierung Nachrichtenprogramme und soziale Medien abgeschaltet. Diese Maßnahmen verschärften die angespannte Lage weiter und der Armeechef rief Regierung und Demonstranten zur Mäßigung auf.

### Asia Bibi Proteste
Am 31. Oktober 2018 wurde die Christin Asia Bibi nach 8 Jahren Gefängnis entlassen. Sie wurde von muslimischen Frauen der Beleidigung des Propheten Mohammad beschuldigt und von einem Gericht daraufhin zum Tode verurteilt. Der oberste Gerichtshof jedoch kippte das Urteil und ordnete ihre Freilassung an. Das Gericht stellte weiter fest, dass die beschuldigenden Frauen kein Wahrheitsbewusstsein hätten und die Vorwürfe reine Erfindung seien. Dies führte dazu, dass Rizvi und die TLP landesweit Proteste organisierten. Rizvi forderte für Asia Bibi die Todesstrafe nach dem pakistanischen Strafgesetzbuch.

### Zindagi Tamasha
2020 beschuldigte er den Regisseur des Filmdramas Zindagi Tamasha der Blasphemie und rief zu Protesten auf.